# Dischidodactylus colonnelloi
Dischidodactylus colonnelloi is een kikker uit de superfamilie Brachycephaloidea. De wetenschappelijke naam van de soort werd in 1983 gepubliceerd door José Ayarzagüena. Voor de (voorlopige) plaatsing van het geslacht in een familie, zie Dischidodactylus.
De soort komt voor op de top van de Cerro Marahuaca in Venezuela, op een hoogte van 2550 meter.